# Philippe Zawieja
Philippe Zawieja (* 6. Juni 1970 in Draveil) ist ein französischer Psychosoziologe, Autor und Forscher bei Mines ParisTech.
Seine Forschungsschwerpunkte beziehen sich auf das Burnout-Syndrom und auf andere Formen von Erschöpfung und Müdigkeit, insbesondere im Gesundheitswesen und in der Alzheimer-Pflege.

## Leben
Philippe Zawieja studierte Betriebswirtschaftslehre an der Höheren Handelsschule Dijon und an der Universität Bayreuth, dann Gesundheitswirtschaft und -management an der Medizinischen Fakultät Paris. 2014 wurde er zum Doktor der Wissenschaft und Technik von Risikoaktivitäten an Mines ParisTech promoviert. Philippe Zawieja leitet außerdem die Forschungs- und Entwicklungsabteilung von ORPEA, dem europäischen Marktführer im Bereich Pflegebedürftigkeit und ist der Sekretär der ORPEA Wissenschaft- und Ethikkommission.

## Wissenschaftliche Auszeichnungen
Philippe Zawieja wurde 2013 zum Chevalier de l'Ordre des Palmes Académiques, eine der höchsten Auszeichnungen in Frankreich für Verdienste um das französische Bildungswesen, ernannt.
2014 erhielt Zawieja den Dr.-René-Joseph Laufer-Preis für soziale Gesundheitsvorsorge der französischen Académie des sciences morales et politiques (Akademie der Moralischen und Politischen Wissenschaften), einer der fünf Akademien des Institut de France.

## Publikationen
- P. Zawieja (Hrsg.): Psychotraumatologie du travail. Paris (Frankreich): Armand Colin, November 2016, ISBN 978-2-200-61195-8.
- P. Zawieja (Hrsg.): Dictionnaire de la fatigue. Genf (Schweiz): Droz, September 2016, ISBN 978-2-600-04713-5.
- P. Zawieja. Le burn out. Paris (Frankreich): Presses Universitaires de France, April 2015, ISBN 978-2-13-063356-3.
- P. Zawieja, F. Guarnieri (Hrsg.): Dictionnaire des risques psychosociaux.[7] Paris (Frankreich): Éditions du Seuil, Februar 2014, ISBN 978-2-02-110922-1.
- P. Zawieja, F. Guarnieri (Hrsg.): Épuisement professionnel : approches innovantes et pluridisciplinaires. Paris (Frankreich): Armand Colin, September 2013, ISBN 978-2-200-28772-6.